# وانشانی
گویش وانشانی،یکی از گویش های زبان های ایران مرکزی است که عمده مردم روستای وانشان به آن سخن می گویند.

## نمونهٔ صرف فعل
برای نمونه، فعل مضارع «می‌خواهم» در زبان وانشانی اینگونه صرف می‌شود:
اِمِگُ = می‌خواهم
اِدِگُ = می‌خواهی
اِژِگُ = می‌خواهد
اِموُنِگُ = می‌خواهیم
اِدوُنِگُ = می‌خواهید
اِژوُنِگُ = می‌خواهند.

## نمونه شعر وانشانی
«زی بوره»
آسمون تیره و تارو، زی بوره
نِفَسا گرت و غبارو، زی بوره
تو مِث افتوه، امّا زیر ابر
دیم ماهد استتارو، زی بوره
تو همون اکسیره که طلات کره
مس و روحی را که خوارو، زی بوره
تو همون حکیمه که یگ نظرد
دوا و چاره ی کارو، زی بوره
مِردُمی کُ راستی کُ ری زمین؟
آدمی در احتضارو، زی بوره
مین دنیا بیدرمین از ایرون زمین
نابکار سُوار کارو، زی بوره
حرم امن خدا، از ستم سعودیا
تا قیومت به فشارو، زی بوره
نه فقط نائب نابد، بِگوا
عالمی در انتظارو، زی بوره
از فِراقِد چیشی باجون؟ شی و رو
دل «نافذ» بی قرارو، زی بوره
1. ↑  «وانشانی - ویکیجو | دانشنامه آزاد پارسی». wikijoo.ir. دریافت‌شده در ۲۰۲۵-۰۲-۱۵.
2. ↑  سایت، مدیر (۲۰۱۷-۰۷-۲۹). «روستای وانشان | ایران دهیار». ایران دهیار | راهکار مدیریت دهیاری و روستا | اخبار روستا و دهیاری | ارائه ساز و کار مدیریت روستا. دریافت‌شده در ۲۰۲۵-۰۲-۱۵.